# Kisapostag
Kisapostag est un village et une commune du comitat de Fejér en Hongrie.

## Histoire
La région était déjà peuplée à l'âge du bronze et la culture de Kisapostag a été nommée d'après le site archéologique situé dans la commune. Plus tard, il y avait deux tours de guet romaines, qui ont été fouillées à l'époque moderne lors de la construction de routes.